# Christer Uggla
Axel Christer Helfrid Uggla, född 12 september 1865 i Göteborg, död 4 oktober 1945 i Stockholm, var en svensk ingenjör.
Christer Uggla var son till grosshandlaren Thure Conrad Harald Uggla och Ida Wilhelmina Pihl. Han avlade ingenjörsexamen vid Chalmers tekniska institut 1885 och vid Polyteknikum i Zürich 1889. Efter kortare anställningar i hemlandet var han 1890–1900 maskindirektör vid nederländska Sydafrikanska järnvägsaktiebolaget i Transvaal. Bland annat uppförde han de centrala järnvägsverkstäderna i Pretoria. Vid boerkrigets utbrott 1899 upprättade han till boernas hjälp en skandinavisk organisation med stridande frivilligförband, Skandinaviska kåren, och ambulans. Han deltog i det för boerna segerrika slaget vid Magersfontein i december 1899 och medarbetade senare i jubileumsskriften Hjältarne vid Magerfontein (1925). Efter britternas slutliga seger lämnade Uggla Sydafrika och var 1901–1909 andre direktör vid Machinefabriek Breda i Breda, 1909–1911 direktör vid Vagnfabriks-Aktiebolaget i Södertälje och 1911–1926 ombudsman för Sveriges vagnverkstäders förening i Stockholm. Därjämte drev han 1911–1928 egen firma, Ingenjör Christer Uggla tekniks agenturbyrå i Stockholm. Han erhöll patent på en värmebesparande varmvattenberedare. Uggla blev i Stockholm nederländsk vicekonsul 1912 och konsul 1920 samt var nederländsk generalkonsul för Sverige 1931–1941. Han var verksam bland annat i Svensk-nederländska föreningen och i Svenska adelsförbundet.